# Conyza sumatrensis
Conyza sumatrensis  es una especie de Conyza, originaria de Norteamérica y naturalizada por todo el mundo. Ahora es considerado Erigeron sumatrensis.

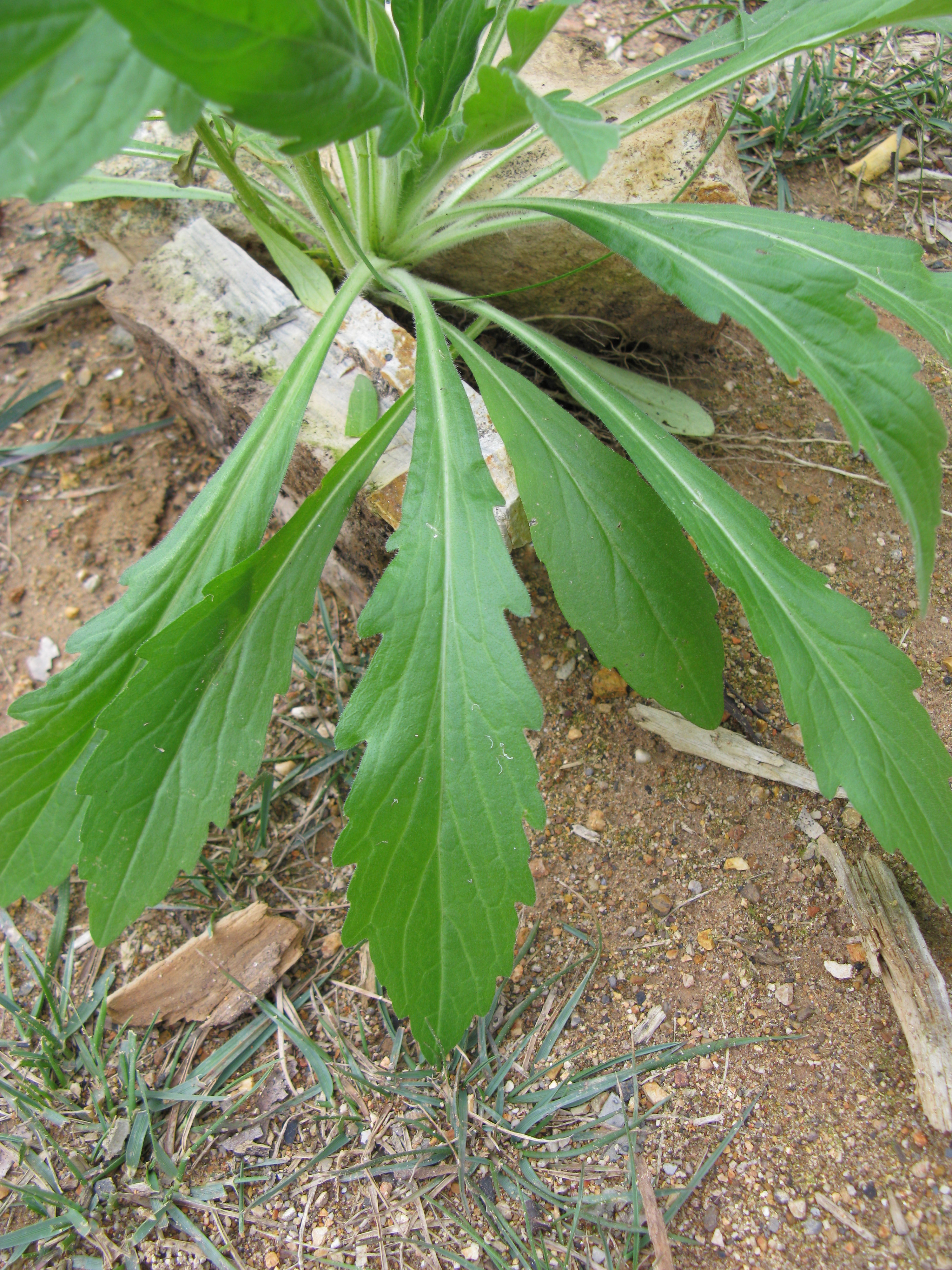
Hojas basales

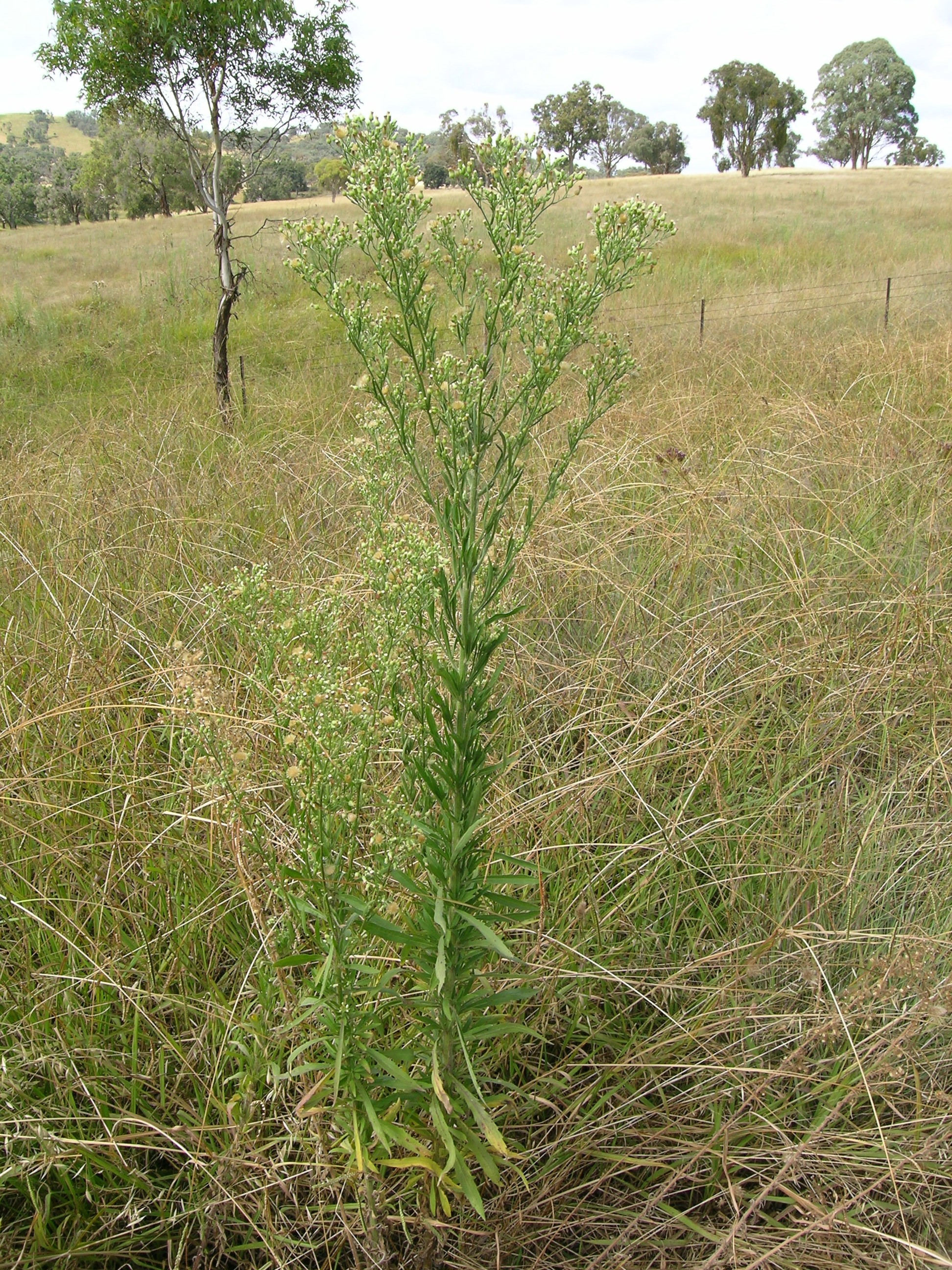
En su hábitat

## Descripción
Planta muy pelosa, erecta, ramificada en la base, de 40-90 cm, con hojas muy juntas pero alternándose sobre el tallo, alargadas, apuntadas y dentadas. Flores blanquecinas en capítulos pequeños, las del borde con una diminuta lígula de menos de 0,5 mm, y semillas de 1-1,5 mm. Florece desde la primavera y hasta el invierno.

## Distribución y hábitat
Tiene una distribución cosmopolita. Común en caminos y zonas arenosas de los baldíos, en zonas temporalmente inundadas.

## Taxonomía
Conyza sumatrensis fue descrita por (Retz.) E.Walker y publicado en Journal of Japanese Botany 46: 72. 1971.
Etimología
Conyza: nombre genérico que deriva del griego konops = "pulga", o konis = "polvo", refiriéndose al polvo de la planta seca que se utiliza para repeler insectos no deseados.
sumatrensis: epíteto geográfico que alude a su localización en Sumatra.
Sinonimia
var. leiotheca (S.F.Blake) Pruski & G.Sancho
- Conyza floribunda var. laciniata Cabrera
- Erigeron bonariensis var. floribundus (Kunth) Cuatrec.

var. sumatrensis 
- Conyza floribunda var. subleiotheca (Cuatrec.) J.B.Marshall
- Conyza groegeri V.M.Badillo
- Erigeron bonariensis var. microcephalus Cabrera[3]